# Corynoptera
Corynoptera är ett släkte av tvåvingar som beskrevs av Johannes Winnertz 1867. Corynoptera ingår i familjen sorgmyggor.

## Dottertaxa tillCorynoptera, i alfabetisk ordning[1][2]
- Corynoptera abducera
- Corynoptera abscondita
- Corynoptera acantharia
- Corynoptera acerrima
- Corynoptera acuminata
- Corynoptera acutula
- Corynoptera albispina
- Corynoptera albistigmata
- Corynoptera altaica
- Corynoptera alticola
- Corynoptera anae
- Corynoptera ancylospina
- Corynoptera anguistifurca
- Corynoptera angusta
- Corynoptera antespinifera
- Corynoptera applanata
- Corynoptera apuliaensis
- Corynoptera armigera
- Corynoptera assimilis
- Corynoptera attribuspina
- Corynoptera aurea
- Corynoptera baradlana
- Corynoptera barbata
- Corynoptera basisetosa
- Corynoptera bernardoensis
- Corynoptera bichaeta
- Corynoptera bicuspidata
- Corynoptera bipartita
- Corynoptera bispinulosa
- Corynoptera bistrispina
- Corynoptera bisulca
- Corynoptera blanda
- Corynoptera blandaformis
- Corynoptera boletiphaga
- Corynoptera brachypennis
- Corynoptera breviformis
- Corynoptera brevipalpis
- Corynoptera bulgarica
- Corynoptera calcaripotens
- Corynoptera campylodonta
- Corynoptera captiosa
- Corynoptera caustica
- Corynoptera cavipes
- Corynoptera chaetospina
- Corynoptera christinae
- Corynoptera cincinnata
- Corynoptera circumplexa
- Corynoptera comitessa
- Corynoptera commoda
- Corynoptera compressa
- Corynoptera concinna
- Corynoptera confirmata
- Corynoptera confunda
- Corynoptera connochaeta
- Corynoptera contusa
- Corynoptera coronospina
- Corynoptera cowanorum
- Corynoptera cumulata
- Corynoptera cuniculata
- Corynoptera curvispinosa
- Corynoptera declinospina
- Corynoptera delphinii
- Corynoptera densisetosa
- Corynoptera densospica
- Corynoptera dentata
- Corynoptera dentatula
- Corynoptera dentiforceps
- Corynoptera deserta
- Corynoptera deserticola
- Corynoptera didymistyla
- Corynoptera diligenta
- Corynoptera disporata
- Corynoptera distracta
- Corynoptera diversicalcaria
- Corynoptera dividospica
- Corynoptera dumosa
- Corynoptera elegans
- Corynoptera expressospina
- Corynoptera facticata
- Corynoptera facticia
- Corynoptera faculta
- Corynoptera fascistylata
- Corynoptera fera
- Corynoptera filisetosa
- Corynoptera filispica
- Corynoptera flammulinae
- Corynoptera flavicauda
- Corynoptera flavicoxa
- Corynoptera flavosignata
- Corynoptera forcipata
- Corynoptera francescae
- Corynoptera fratercula
- Corynoptera fritzi
- Corynoptera furcata
- Corynoptera furcifera
- Corynoptera fuscispica
- Corynoptera geminispina
- Corynoptera glabrifrons
- Corynoptera gladiota
- Corynoptera globiformis
- Corynoptera globulifera
- Corynoptera grothae
- Corynoptera gymnops
- Corynoptera hannae
- Corynoptera harrisi
- Corynoptera hemiacantha
- Corynoptera hemisetosa
- Corynoptera heterochela
- Corynoptera hypopygialis
- Corynoptera ignorata
- Corynoptera immunita
- Corynoptera incurva
- Corynoptera inexspectata
- Corynoptera inops
- Corynoptera inundata
- Corynoptera irmgardis
- Corynoptera karlkulbei
- Corynoptera latistylata
- Corynoptera laureti
- Corynoptera levis
- Corynoptera lugens
- Corynoptera luravi
- Corynoptera luteofusca
- Corynoptera luteola
- Corynoptera lycorielloides
- Corynoptera macricula
- Corynoptera magica
- Corynoptera marinae
- Corynoptera mediana
- Corynoptera melanochaeta
- Corynoptera membranigera
- Corynoptera microsetosa
- Corynoptera minima
- Corynoptera minutula
- Corynoptera modulata
- Corynoptera monstera
- Corynoptera montana
- Corynoptera multiplexa
- Corynoptera multispinosa
- Corynoptera nigrocauda
- Corynoptera nigrospina
- Corynoptera nigrotegminis
- Corynoptera nitens
- Corynoptera novexa
- Corynoptera nyxa
- Corynoptera oblonga
- Corynoptera obscuripila
- Corynoptera opaca
- Corynoptera oririclausa
- Corynoptera ovatula
- Corynoptera pannosa
- Corynoptera parasetosa
- Corynoptera parcitata
- Corynoptera parilongiculmi
- Corynoptera parvula
- Corynoptera parvulaformis
- Corynoptera pelliciata
- Corynoptera pentaspina
- Corynoptera perfecta
- Corynoptera perochaeta
- Corynoptera perpusilla
- Corynoptera pertaesa
- Corynoptera pinusia
- Corynoptera plasiosetosa
- Corynoptera podiospina
- Corynoptera ponapensis
- Corynoptera postforcipata
- Corynoptera postglobiformis
- Corynoptera postobscuripila
- Corynoptera postparvula
- Corynoptera praedentata
- Corynoptera praeforcipata
- Corynoptera praefurcifera
- Corynoptera praegladiota
- Corynoptera praeparvula
- Corynoptera praepiniphila
- Corynoptera praevia
- Corynoptera prinospina
- Corynoptera priscospina
- Corynoptera proboletiphaga
- Corynoptera progressa
- Corynoptera promata
- Corynoptera pronospica
- Corynoptera proosopina
- Corynoptera propriospina
- Corynoptera prosospina
- Corynoptera pseudoparvula
- Corynoptera psilospina
- Corynoptera puruspina
- Corynoptera quasisetosa
- Corynoptera recurvispina
- Corynoptera robustior
- Corynoptera roederi
- Corynoptera roeschmanni
- Corynoptera sabroskyi
- Corynoptera saccata
- Corynoptera saetistyla
- Corynoptera scebulifera
- Corynoptera secretas
- Corynoptera sedula
- Corynoptera semiaggregata
- Corynoptera semipedestris
- Corynoptera semisaccata
- Corynoptera serena
- Corynoptera setosa
- Corynoptera sexspinosa
- Corynoptera sicca
- Corynoptera simonae
- Corynoptera simplexa
- Corynoptera sphaera
- Corynoptera sphenoptera
- Corynoptera spinifera
- Corynoptera spinosula
- Corynoptera spoeckeri
- Corynoptera spungisi
- Corynoptera stipidaria
- Corynoptera styptica
- Corynoptera subantarctica
- Corynoptera subcavipes
- Corynoptera subconcinna
- Corynoptera subdentata
- Corynoptera subforcipata
- Corynoptera subfurcifera
- Corynoptera submontana
- Corynoptera subparvula
- Corynoptera subpiniphila
- Corynoptera subsaccata
- Corynoptera subsedula
- Corynoptera subtetrachaeta
- Corynoptera subtilis
- Corynoptera subtrivialis
- Corynoptera subvariegata
- Corynoptera subvivax
- Corynoptera supera
- Corynoptera sylviae
- Corynoptera syriaca
- Corynoptera tapleyi
- Corynoptera tetrachaeta
- Corynoptera tiliacea
- Corynoptera trepida
- Corynoptera triacantha
- Corynoptera triangulata
- Corynoptera triarmata
- Corynoptera tridentata
- Corynoptera triplexa
- Corynoptera trispinulosa
- Corynoptera tristicula
- Corynoptera tumulta
- Corynoptera turbata
- Corynoptera uncata
- Corynoptera unidentata
- Corynoptera vagula
- Corynoptera waltraudis
- Corynoptera variegata
- Corynoptera variospina
- Corynoptera warnckei
- Corynoptera venerata
- Corynoptera verrucifera
- Corynoptera vigila
- Corynoptera winnertzi
- Corynoptera voluptuosa